# Lestodiplosis carolinae
Lestodiplosis carolinae är en tvåvingeart som först beskrevs av Ephraim Porter Felt 1907.  Lestodiplosis carolinae ingår i släktet Lestodiplosis och familjen gallmyggor.
Artens utbredningsområde är North Carolina. Inga underarter finns listade i Catalogue of Life.